# Суперкубок Оману з футболу 2002
Суперкубок Оману з футболу 2002  — 4-й розіграш турніру. Матч відбувся 10 жовтня 2002 року між чемпіоном Оману і володарем кубка Оману клубом Аль-Оруба та фіналістом кубка Оману клубом Ан-Наср.
| Володар Суперкубка Оману 2002 |
| ----------------------------- |
|                               |
| Аль-Оруба Другий титул        |

## Матч

### Деталі
| 10 жовтня 2002 |

| Аль-Оруба | 2:1 дч | Ан-Наср |
| --------- | ------ | ------- |
|           |        |         |

|  |